# Joe Henderson (Gospelsänger)
Joseph Lee Henderson (* 24. April 1937 in Como, Mississippi, USA; † 25. Oktober 1964 in Nashville, Tennessee, USA), der als Mr. Voice beworben wurde, war ein US-amerikanischer Gospel- und R&B-Sänger, der vor allem mit seiner Aufnahme von Snap Your Fingers aus dem Jahr 1962 bekannt wurde.

## Biografie
Henderson wurde 1937 als Sohn von Britton Henderson und Julia Mai Morgan in Como (Mississippi) geboren und wuchs in Gary (Indiana) auf. Er sang in der Kirche und versuchte ab 1958 eine Gospelkarriere in Nashville (Tennessee). Er war einige Jahre Mitglied der Gruppe The Fairfield Four, die 1960 mit Henderson das Album The Bells Are Tolling aufnahm, das jedoch erst 1962 veröffentlicht wurde.
1961 unterschrieb Henderson beim Label Todd Records. Seine erste Single Baby Don’t Leave Me, die er zusammen mit Robert Riley geschrieben hatte, kam im Februar 1962 in die R&B-Top-Ten. Die zweite Single Snap Your Fingers war im Sommer 1962 sowohl in den R&B- als auch in den Pop-Charts ein großer Hit auf Platz 2 bzw. Platz 8. Im gleichen Jahr erschien Hendersons einziges Album, das ebenfalls Snap Your Fingers betitelt war.
Innerhalb der nächsten zwei Jahre hatte Henderson drei weitere Songs in den Charts: Big Love (Todd 1077, 1962), The Searching Is Over (Todd 1079, 1962) und You Take One Step (I’ll Take Two) (Todd 1096, 1964). Er konnte keine weiteren Chart-Erfolge erzielen.
Henderson starb am 25. Oktober 1964 im Alter von 27 Jahren in seiner Wohnung in Nashville (Tennessee) an einem Herzinfarkt. Sein Mitbewohner, der Sänger Arthur Alexander, fand Hendersons Leiche nach seiner Rückkehr von einer Bühnenshow in Athens (Georgia). Henderson hatte kurz zuvor bei Ric Records unterschrieben, das im November 1964 die posthume Single River or the Railroad Track veröffentlichte.